# Xerraire de Koslov
El xerraire de Koslov (Pterorhinus koslowi) és un ocell de la família dels leiotríquids (Leiothrichidae).

## Hàbitat i distribució
habita zones amb matolls i pins al sud-est del Tibet i sud de la Xina, al sud del Tsinghai i nord-oest de Szechwan.